# Gabinete Mickoski
El gobierno Mickoski es el gobierno de la República de Macedonia del Norte desde el 23 de junio de 2024, bajo el 11 legislatura de la Asamblea.
Está dirigido por Hristijan Mickoski y se basa en una coalición de tres bloques. Sucede al gobierno Xhaferi.

## Historia
Este gobierno está encabezado por el nuevo Primer Ministro Hristijan Mickoski. Está constituido y apoyado por una coalición entre la Organización Revolucionaria de Macedonia Interior - Partido Democrático para la Unidad Nacional de Macedonia (VMRO-DPMNE), el Movimiento Besa (LB/DB), Alternativa, Por Nuestra Macedonia (ZNAM), el Partido Socialista de Macedonia (SPM) y el Partido Democrático de los Serbios en Macedonia (DPSM). Juntos tienen 78 escañoa, o 65% de escaños en la Asamblea.
Se forma tras las elecciones parlamentarias de 2024.
Por tanto, sucede al gobierno Xhaferi.

### Formación
Percibidas como un referéndum sobre el futuro europeo del país, las elecciones acabaron con la victoria de la Organización Revolucionaria de Macedonia Interior - Partido Democrático para la Unidad Nacional de Macedonia (VMRO-DPMNE). Se trata de una doble victoria para este último, ya que su candidata, Gordana Silianovska-Davkova, ganó por una amplia mayoría la segunda vuelta de las elecciones presidenciales, asegurando así al VMRO-DPMNE el control de la presidencia y de la Asamblea.
Al frente del VRMO-DPMNE y su coalición Tu Macedonia, Hristijan Mickoski se encuentra en condiciones de convertirse en presidente del gobierno. Tras anunciar la celebración de un acuerdo de coalición con la Coalición Vale la Pena y Por Nuestra Macedonia (ZNAM), Gordana Siljanovska-Davkova, que asumió la presidencia un mes antes, le encargó oficialmente el 6 de junio la tarea de formar gobierno. Su gobierno recibió la confianza de la Asamblea el 23 de junio de 2024 por 77 votos a favor y 22 en contra, y tomó posesión el mismo día.

## Gabinete Ministerial
Organización Revolucionaria Interna de Macedonia - Partido Democrático para la Unidad Nacional Macedonia
     Por Nuestra Macedonia
     Movimiento Besa
     Alianza para los Albaneses
     Movimiento Democrático
     Partido Democrático de los Serbios en Macedonia
     Partido Socialista de Macedonia
     Alternativa
     Fuerzas Democráticas Romaníes

### Presidente del Gobierno de la República de Macedonia del Norte
| Fotografía | Presidente         | Período             | Período     | Partido | Partido | Ref   |
| Fotografía | Presidente         | Inicio              | Fin         | Partido | Partido | Ref   |
| ---------- | ------------------ | ------------------- | ----------- | ------- | ------- | ----- |
|            | Hristijan Mickoski | 23 de junio de 2024 | En el cargo |         |         | [ 6 ] |

### Vicepresidentes del Gobierno de la República de Macedonia del Norte
| Fotografía | Vicepresidentes       | Período             | Período     | Partido | Partido | Ref   |
| Fotografía | Vicepresidentes       | Inicio              | Fin         | Partido | Partido | Ref   |
| ---------- | --------------------- | ------------------- | ----------- | ------- | ------- | ----- |
|            | Izet Mexhiti          | 23 de junio de 2024 | En el cargo |         | LD      | [ 7 ] |
|            | Ivan Stoilković       | 23 de junio de 2024 | En el cargo |         | DPSM    | [ 8 ] |
|            | Aleksandar Nikolovski | 23 de junio de 2024 | En el cargo |         |         |       |
|            | Ljupčo Dimovski       | 23 de junio de 2024 | En el cargo |         | SPM     |       |
|            | Arben Fetai           | 23 de junio de 2024 | En el cargo |         | ASH     | [ 9 ] |

### Ministerios
| Ministerio                                       | Fotografía | Titular                     | Período             | Período     | Partido | Partido | Ref    |
| Ministerio                                       | Fotografía | Titular                     | Inicio              | Fin         | Partido | Partido | Ref    |
| ------------------------------------------------ | ---------- | --------------------------- | ------------------- | ----------- | ------- | ------- | ------ |
| Administración Pública                           |            | Goran Minčev                | 23 de junio de 2024 | En el cargo |         | ZNAM    |        |
| Agricultura, Silvicultura y Gestión del Agua     |            | Cvetan Tripunovski          | 23 de junio de 2024 | En el cargo |         |         |        |
| Asuntos Europeos                                 |            | Orkhan Murtyezani           | 23 de junio de 2024 | En el cargo |         | AA      | [ 10 ] |
| Asuntos Exteriores y Comercio Exterior           |            | Timčo Mucunski              | 23 de junio de 2024 | En el cargo |         |         | [ 11 ] |
| Asuntos Internos                                 |            | Panče Toškovski             | 23 de junio de 2024 | En el cargo |         |         | [ 12 ] |
| Autonomía Local                                  |            | Zlatko Perinski             | 23 de junio de 2024 | En el cargo |         |         |        |
| Cultura y Turismo                                |            | Zoran Ljutkov               | 23 de junio de 2024 | En el cargo |         |         |        |
| Defensa                                          |            | Vlado Misajlovski           | 23 de junio de 2024 | En el cargo |         |         | [ 13 ] |
| Deportes                                         |            | Borko Ristovski             | 23 de junio de 2024 | En el cargo |         |         | [ 14 ] |
| Economía y Trabajo                               |            | Besar Durmişi               | 23 de junio de 2024 | En el cargo |         |         |        |
| Educación y Ciencia                              |            | Vesna Janevska              | 23 de junio de 2024 | En el cargo |         |         |        |
| Energía, Minería y Recursos Minerales            |            | Sanja Božinovska            | 23 de junio de 2024 | En el cargo |         |         | [ 15 ] |
| Finanzas                                         |            | Gordana Dimitrieska-Kočoska | 23 de junio de 2024 | En el cargo |         |         | [ 16 ] |
| Integración e Implementación de la Década Romaní |            | Šaban Saliu                 | 23 de junio de 2024 | En el cargo |         | DSR     | [ 17 ] |
| Justicia                                         |            | Igor Filkov                 | 23 de junio de 2024 | En el cargo |         | ZNAM    | [ 18 ] |
| Medio Ambiente y Ordenación del Territorio       |            | Izet Mexhiti                | 23 de junio de 2024 | En el cargo |         | LD      | [ 7 ]  |
| Política Social, Demografía y Juventud           |            | Fatmir Limani               | 23 de junio de 2024 | En el cargo |         |         |        |
| Salud                                            |            | Arben Taravari              | 23 de junio de 2024 | En el cargo |         | ASH     | [ 19 ] |
| Transformación Digital                           |            | Stefan Andonovski           | 23 de junio de 2024 | En el cargo |         |         |        |
| Transportes                                      |            | Aleksandar Nikolovski       | 23 de junio de 2024 | En el cargo |         |         |        |

### Secretarías de Estado
| Secretarías                  | Fotografía | Titular         | Período             | Período     | Partido | Partido | Ref   |
| Secretarías                  | Fotografía | Titular         | Inicio              | Fin         | Partido | Partido | Ref   |
| ---------------------------- | ---------- | --------------- | ------------------- | ----------- | ------- | ------- | ----- |
| Buen Gobierno                |            | Arben Fetai     | 23 de junio de 2024 | En el cargo |         | ASH     | [ 9 ] |
| Reformas Democráticas        |            | Ljupčo Dimovski | 23 de junio de 2024 | En el cargo |         | SPM     |       |
| Relaciones Intercomunitarias |            | Ivan Stoilković | 23 de junio de 2024 | En el cargo |         | DPSM    | [ 8 ] |